# Alien Legacy
«Alien Legacy» (рус. Наследие чужих) — космическая глобальная стратегия реального времени разработанная компанией Ybarra Productions и выпущенная в продажу Sierra On-Line в 1994 году.

## Обзор
Игра включает в себя элементы градостроения, научных исследований, распределения ресурсов, промышленного производства и боя. Игрок должен колонизировать далёкую звёздную систему, создавая и улучшая планетарные города и космические станции. Несколько советников направляют игрока по сюжетному пути, а встроенный КПК напоминает о важных задачах. Атмосфера игры добавляет чувство борьбы за выживание человечества. Хотя игра прогрессирует в реальном времени, скорость можно изменять. Время измеряется ходами, что может ввести некоторых в заблуждение, что игра является пошаговой.
Некоторые задания необходимо завершить прежде, чем истечёт определённое количество ходов, иначе игра завершится проигрышем. Например, в начале игры, если игрок не успеет основать самообеспеченную колонию на планете Гея, то научный советник убьёт персонаж игрока за некомпетентность и захватит власть.
Денежных единиц в игре нет, что довольно правдоподобно для начинающей колонии вдали от цивилизации. Основных ресурсов несколько: промышленность (планетарные заводы), энергия (электростанции), люди (жилища) и роботы (заводы настроенные на производство робототехники). Также существуют разнообразные научные ресурсы, производимые в лабораториях; например, математика, физика, химия, и т. п. Промышленность, энергию и научные ресурсы можно также обнаруживать на планетах Беты Резца. Понятие «самообеспеченная колония» в игре означает что в колонии имеется по крайней мере два жилища (с людьми) и достаточно заводов (настроенных на добывание руды) и электростанций для автономного производства промышленности и энергии.
Система исследований является довольно необычной в игре. Многие изобретения или открытия можно сделать лишь обнаружив какую-то информацию или предмет на одной из планет системы. Также, не все изобретения могут стать полезными сразу. Для этого может понадобиться ещё несколько изобретений. Например, одно из открытий позволяет учёным доказать Теорию единого поля. Это действительно грандиозное открытие является совершенно бесполезным для колонистов на грани выживания. Лишь многим позже, дополнительные открытия позволяют адаптировать эту теорию для создания более мощных космических двигателей. К сожалению, некоторые изобретения зависят целиком от случайных событий или катастроф. Например, если при использовании пилота-человека на корабле перевозящим ресурсы с места на место корабль взорвётся, то есть шанс начать изучение магнитных ускорителей. Эти ускорители позволят переправлять ресурсы без использования кораблей, хотя сами требуют довольно много ресурсов для работы. Если же этого не случится, то магнитные ускорители получить довольно сложно (хотя для этого изобретения есть и альтернативный путь).
Колонии можно строить на любой планете/спутнике/астероиде (кроме газовых гигантов), хотя количество возможных колоний на каждой планете ограничено пригодными местами. Можно также строить космические станции, отличные тем что их заводы не могут добывать руду. «Калипсо» является своеобразной космической станцией, хоть и мобильной. Космические станции на орбите газовых гигантов могут производить энергию путём добычи газов в верхних слоях этих планет.

## Сюжет
В систему Бета Резца прибывает колониальный корабль «Калипсо» с приказом помочь «Танталу», колонизировавшему эту систему за 21 год до этого. Экипаж «Калипсо» вскоре узнаёт что Земля подверглась нападению центавриан и скорее всего уничтожена. Они также обнаруживают останки колонии основанной «Танталом». Но оставшиеся технологии исчезнувших колонистов могут оказаться важными в выживании новоприбывших.

## Предыстория
В 2043 году случается первый контакт с разумной инопланетной жизнью в виде зонда на солнечном парусе, прибывшем из системы Альфа Центавра. Американский разведывательный корабль «Дружба», на задании около Тритона, получает приказ сблизиться с объектом. В первую пятницу октября 2043 года, после многих попыток установить контакт, «Дружба» сближается с НЛО на расстояние в 300 км. Без предупреждения, центаврианский зонд стреляет в «Дружбу» неизвестным энергетическим оружием, мгновенно уничтожая корабль. Несмотря на множество попыток перехватить инопланетный зонд ракетами и кораблями, зонд прибывает на орбиту Земли. Затем, он запускает свои ракеты по планете, большинство из которых оказываются перехвачены системами планетарной обороны, но одной удаётся взорваться около Судана. В ракете был смертоносный вирус, от которого погибают миллионы. Этот жестокий акт агрессии со стороны центавриан заставляет все земные нации объединиться под куполом ООН, понимая что лишь вместе человечество может отразить атаку врага.
Так началась война между людьми и центаврианами. Чтобы догнать врага по уровню технологий, все земные усилия были направлены на исследования в области космических кораблей и оружия. Вскоре на Альфу Центавра отбыл боевой флот, чтобы отомстить за нападения зонда. После многолетнего путешествия, флот был уничтожен центаврианами, не завершив своего задания.
Во время последующих десятилетий люди и центавриане продолжали посылать корабли в системы противника, зачастую вступая в жестокий бой в Облаке Оорта. Земные корабли нападали на родной мир центавриан и те, которые остались в живых, продолжали наступать на другие системы врага, такие как Тау Кита. После того как крупная земная армада была полностью уничтожена, страны ООН проголосовали перейти на оборонный режим, ожидая финального вторжения центавриан. В общем, технологический уровень обеих рас приблизительно равен, но центавриане гораздо агрессивнее людей, так что удача человечеству не улыбается.

### Последняя надежда
Справедливо опасаясь полного уничтожения человечества, ООН построило колониальные корабли, чтобы люди смогли хоть где-то остаться на случай, если оборона Земли не выдержит натиска врага. Эти огромные «семенные корабли» класса «Одесса» содержали в себе тысячи колонистов в анабиозе, машины, начальные ресурсы и челноки. Несмотря на более мощные двигателя (по модели Роберта Буссарда), любое межзвёздное путешествие занимает десятилетия, требуя помещения людей в анабиоз. Эти корабли затем запущены, по одному-два на систему. Межзвёздная связь между кораблями запрещена чтобы не выдать себя центаврианам. Каждый капитан обязан считать другие корабли уничтоженными и создать колонию не рассчитывая ни на кого.
«Калипсо», семенной корабль класса «Одесса 3-B» был запущен в 2119 году по направлению к звезде Бета Резца. В 2135 году был запущен «Тантал», корабль нового класса «Одесса 4-C», термоядерный двигатель которого позволит ему прибыть к Бете Резца за 21 год до «Калипсо». Эта звезда находится в созвездии Резец, около 17 парсеков от Земли (создатели игры выбрали звезду из-за лёгкости названия по системе Байера, хотя настоящая звезда не считается хорошим кандидатом на землеподобные миры).

## Звёздная система
Система Бета Резца довольно сильно похожа на Солнечную систему: безжизненная, пустынная внутренняя планета, земноподобные планеты в обитаемой зоне, за которыми следуют газовые гиганты во внешней части системы (увеличиваясь а затем уменьшаясь в размерах) и самой дальней является крошечный астероидоподобный объект. Причина схожести систем создателями игры не объясняется, хотя возможно они просто не желали затрачивать слишком много времени на другую правдоподобную модель.
- Бета Резца (звезда типа F0, сине-белого цвета)
- Пояс астероидов Альфа; аналогичный гипотетическим вулканоидам
- Гермес (каменистая планета); аналог Меркурия
- Рея (земноподобная планета); имеет схожую позицию с Венерой, но имеет крупный спутник и размеры покрупнее Земли. Возможно, присутствие крупного естественного спутника и быстрого вращения помогло предотвратить парниковый эффект
- Прометей (естественный спутник Реи); аналог Луны
- Гея (земноподобная планета); «Калипсо» начинает игру на орбите Геи; планета не имеет спутника
- Арес (пустынная планета); аналог Марса с малым количеством железа
- Пояс астероидов Бета; аналог главного пояса астероидов Солнечной системы
- Зевс (газовый гигант); аналог Юпитера
- Гера (естественный спутник Зевса); аналог Ио, но покрупнее и менее вулканически активный
- Геба (естественный спутник Зевса); аналог Ганимеда
- Кронос (газовый гигант); аналог Сатурна без колец и спутников
- Посейдон (газовый гигант); аналог Урана и Нептуна
- Фетида (естественный спутник Посейдона); более крупный аналог Тритона
- Аид (карликовая планета); аналог Плутона

Названия планет довольно сильно походят на названия планет Солнечной системы, с той лишь разницей что планеты Бета Резца имеют названия древнегреческих божеств; Рея и Гея — древнегреческие богини земли. Один из забавных артефактов которых можно найти в игре описывает политическое движение колонистов «Тантала» требующее изменение названий планет на древнеримский лад. Так как Бета Резца светлее и жарче Солнца, то и планеты звезды находятся на более удалённых орбитах чем их солнечные аналоги.

## Разумные расы
- Х’риаки, очень ксенофобная раса, которая засеяля многие планеты галактики жизнью, включая Бета Резца и Альфа Центавра (центавриане являются их потомками), но не Землю. Их автоматический споровый корабль «Гамма1» прячется во внешнем поясе астероидов. Он посылает сигналы направленные на фауну Реи и Геи, программируя её нападать на любую чуждую форму жизни, включая людей. Изначально, «Гамма1» был тяжёло вооружён, но колонистам «Тантала» удалось уничтожить большую часть вооружения корабля ценой 90 % своего космофлота.
- Эмпианты, по виду напоминающие фиолетовых кальмаров, проживают в атмосферных слоях Кроноса. Хотя они сильно отличаются от людей или центавриан, они также являются созданиями х’риаков, которые проводили опыты по созданию существ способных выжить в газовом гиганте. В конце концов, эмпианты восстали против создателей, скорее всего по той же причине из-за которой они позже затеяли войну с людьми. По-видимому, эмпианты и люди имеют совершенно различные типы мозговых волн, и человеческие мысли вызывают у чувствительных эмпиантов сильные боли (обратного не наблюдается). Хотя по виду они агрессивны, с ними можно договориться, сперва сконструировав мозговой щит. В «хорошей» концовке игры, эмпианты и люди совместно превращают «Калипсо» в сверхсветовой звездолёт, совершая скачок в гиперпространство. В отличие от обычных типов гипердвигателей в научной фантастике, «Калипсо» не использует какой-нибудь вымышленный гипердрайв или звёздные врата. Вместо них, мощность субсветового термоядерного движка улучшается существами с телепатическими способностями, создавая временную дыру в пространственно-временном континууме. Этот метод сверхсветового движения напоминает путешествия через имматериум во вселенной Warhammer 40,000. Игрок может продолжать играть после успешного окончания центральной сюжетной линии.